# Kurd Schulz
Kurd Schulz (* 21. Juli 1900 in Petznick, Kreis Pyritz; † 29. Juli 1974 vermutlich in Kirchhorst) war ein deutscher Bibliothekar, Schriftsteller und Funktionär in der Zeit des Nationalsozialismus.

## Biografie
Schulz besuchte das Gymnasium in Stargard in Pommern. Er studierte 1926 an der Universität Greifswald, der Universität Leipzig und der Friedrich-Wilhelms-Universität Berlin und promovierte 1926 in Greifswald. Danach begann seine Arbeit an verschiedenen Bibliotheken, u. a. war er Bibliothekar in Stettin und ab 1929 Leiter der Bibliothek Gera.

## Aktivist der nationalsozialistischen Kulturpolitik 1934–1945
Bereits am 2. Mai 1933, die „Gleichschaltung der Gewerkschaften“ hatte gerade Schlagzeilen gemacht, hatte er sein Interesse an den beschlagnahmten Arbeiterbibliotheken beim Ministerium des Innern angemeldet.
Mit der Übernahme der Leitung Thüringischen Landesstelle für volkstümliches Büchereiwesen in Jena im Jahre 1934 war er aktiver Verfechter der nationalsozialistischen Kulturpolitik.
Er war u. a. Leiter der Fachgruppe Schrifttum im nationalsozialistischen Kampfbund für deutsche Kultur. In Gera initiierte er eine Polizeiaktion gegen kommerzielle Leihbibliotheken.
1936 übernahm Schulz als Nachfolger von Arthur Heidenhain die Stelle des hauptamtlichen Leiters der 1933 neu gegründeten Volksbüchereien Bremen, der Nachfolgeeinrichtung der mittlerweile verstaatlichten Lesehalle Bremen, die zwischenzeitlich vom Direktor der Staatsbibliothek Bremen Hinrich Knittermeyer kommissarisch geleitet wurde. Die ehemalige Lesehalle Bremen wurde von 1933 bis 1936 im Sinne der nationalsozialistischen Gleichschaltungskulturpolitik mit der zuvor aufgelösten Arbeiterzentralbibliothek der Gewerkschaften und der Bücherei des Kulturausschusses des Winterhilfswerks als Volksbüchereien Bremen zusammengeschlossen, die Schulz bis 1945 als Direktor leitete. In seiner Amtszeit trieb Schulz wie schon zuvor in Thüringen die aktiv betriebene „Säuberung“ der Bestände der von den Nationalsozialisten verbotenen Literatur weiter voran. Die Erweiterung der Bibliothek durch weitere Zweigstellen und die Modernisierung der Bibliothekseinrichtungen stellte er offensiv „als Instrument nationalsozialistischer Willensbildung und Schulung“ heraus.

## Tätigkeiten nach 1945
Nach dem Zweiten Weltkrieg kam Schulz seiner Entlassung durch die US-Militärregierung wegen seiner nationalsozialistischen Aktivitäten durch eigene Kündigung zuvor.
1951 wurde er hauptamtlicher Leiter der Bücherei der Bremischen Evangelischen Kirche und Schriftleiter der Kirchenzeitung Einkehr. Er schrieb die Geschichte der Bremer St.-Pauli-Kirche, 1962 der Hasteder Kirche und 1963 der Diakonie vom Bremer Dom.
Wie bereits vor dem Krieg widmete sich Schulz nach 1945 wieder intensiv seinen schriftstellerischen Ambitionen. 1939, erneut 1955, 1961, 1965 und 1968 gab er verschiedene Ausgaben einer Werkauswahl von und über Hermann Allmers im Auftrag der Hermann-Allmers-Gesellschaft, deren Schriftführer er war, heraus. Nach dem Krieg entstanden kulturgeschichtliche Bücher und Aufsätze. 1957 veröffentlichte er die Pommerschen Sagen. Er schrieb zudem drei Romane, mehrere Bühnenstücke und plattdeutsche Hörspiele. Er war zudem Mitarbeiter beim Weser-Kurier. Zuletzt lebte in Kirchhorst – Stelle, in der Nähe von Hannover. Schulz wurde auf dem Ev.-luth. Friedhof St. Nicolai in Isernhagen-Kirchhorst (Region Hannover) beerdigt.

## Ehrungen
- 1971 erhielt Schulz den Hermann-Allmers-Preis.

## Schriften
- Die Vorbereitung der Geschichtsphilosophie Herders im 18. Jahrhundert. Dissertation, Greifswald 1926.
- Die Schülerbücherei in der Volksschule, zs. mit Erich Sielaff, Verlag Bücherei und Bildungspflege, Stettin 1930.
- Schundkomplex und Leihbibliotheken, in: Bücherei und Bildungspflege, 1933, S. 297ff.
- Anweisungen an die Leiter der Thüringischen Volksbüchereien, Handschrift, 1933
- Die Anfänge der niederdeutschen Literatur: Fritz Reuter und Klaus Groth. In: Jahrbuch der Wittheit zu Bremen, Bd. 5.
- Oelfken, Maria Wilhelmine gen. Tami In: Bremische Biographie 1912–1962, Hauschild, Bremen 1969, S. 356 f.

## Werke als Schriftsteller
- Tiererzählungen. Ein besprechendes Bücherverzeichnis für Volks- und Jugendbüchereien. 1928.
- Bauernromane. 1933.
- Michael Conrad. Roman eines pommerschen Geschlechts. 1940.
- Kraft und Bürde. Roman aus dem alten Posener Land, 1943.
- De Kohhannel – Kummödi in 5 Uptöög, Verden 1951
- Mutter aller Söhne. Ein Spiel, 1952.
- De kloke Buer. Ein Märchenspiel in Versen, 1953.
- Pommerschen Sagen. Bremen 1957.
- Denn lach man, Jung. 1959.
- Heimatklänge aus Pommern. Lieder, Gedichte und Anekdoten, neu mit Paul Dahlke herausgegeben

## Arbeiten über sowie Herausgeberschaft der Werke Hermann Allmers' in Auswahl
- Briefe von Hermann Allmers und Briefe aus seinem Freundeskreis. Bremen 1939.
- Hermann Allmers – aus Heimat und Ferne : eine Auswahl aus dem dichterischen Werk, bearb. von Kurd Schulz unter Mitwirkung der Hermann Allmers-Gesellschaft, Hamburg [1940]
- Herz in Flammen : Novelle um Hermann Allmers. – Bremen 1941
- Allmers, Hermann Ludwig. In: Neue Deutsche Biographie (NDB). Band 1, Duncker & Humblot, Berlin 1953, ISBN 3-428-00182-6, S. 203 f. (Digitalisat).
- Hermann Allmers der Dichter aus Rechtenfleth : Heimat – Geschichte – Welt. Eine Auswahl  aus seinem Werk für die Hermann-Allmers-Gesellschaft besorgt von Dr. Kurd Schulz, Bremen 1955
- Hermann Allmers' Goethe-Huldigung. In: Goethe-Gesellschaft in Weimar Bremer Ortsvereinigung: Zwanzig Jahre Bremer Ortsvereinigung der Goethe-Gesellschaft in Weimar : 1941–1961. – Bremen : Heye – 1961, S. 34–37
- Der Marschendichter Hermann Allmers und sein Biograph Theodor Siebs, Würzburg 1964.
- Hermann Allmers: Werke, hrsg. u bearb. von im Auftrag der Hermann-Allmers-Gesellschaft von Kurd Schulz, Göttingen 1965
- Hermann Allmers: Briefe, hrsg. und bearb. i. Auftr. der Hermann-Allmers-Gesellschaft von Kurd Schulz, Göttingen 1968
- Hermann Allmers: Werke in Auswahl, Nachdruck der von Kurd Schulz besorgten Ausgabe von 1965 auf Veranlassung der Hermann-Allmers-Gesellschaft, des Heimatbundes der Männer vom Morgenstern und des Rüstringer Heimatbundes, Bremerhaven 2000, ISBN 3-931771-33-4